# موضع بايتون (فلم)
موضع بايتون (بالإنجليزية: Peyton Place) هو فيلم دراما تم إنتاجه في الولايات المتحدة وصدر في سنة 1957.

## طاقم التمثيل
- لانا تيرنر

## الميزانية والإيرادات
بلغت تكلفة إنتاج الفيلم حوالي 2.2 مليون دولار بينما حقق أرباحا تقدر بـ 25.6 مليون دولار.

### ترشيحات وجوائز
| السنة | الحدث  | الفئة     | النتيجة |
| ----- | ------ | --------- | ------- |
|       | أوسكار | أفضل فيلم | ترشـيـح |

## وصلات خارجية
- مقالات تستعمل روابط فنية بلا صلة مع ويكي بيانات